# Furcepidosis gamma
Furcepidosis gamma är en tvåvingeart som beskrevs av Boris Mamaev 1990. Furcepidosis gamma ingår i släktet Furcepidosis och familjen gallmyggor. Inga underarter finns listade i Catalogue of Life.